# 草川為
草川 為（くさかわ なり、12月26日 - ）は、日本の漫画家。愛知県出身。
1999年、「逢瀬」で第90回ララまんが家スカウトコースのベストルーキー賞を受賞。同年、「マイ グランド ファーザー」で第22回ララまんがグランプリのフレッシュデビュー賞を受賞。2001年、「ガートルードのレシピ」で第26回白泉社アテナ新人大賞デビュー優秀者賞受賞。以後、白泉社の『LaLa』、『LaLa DX』で活動。独自の感性に彩られた異世界を舞台に、主人公の成長や恋を描いたファンタジー作品が特徴。代表作は『ガートルードのレシピ』、『十二秘色のパレット』など。

## 作品リスト

### 連載・不定期掲載
- ガートルードのレシピ（2000年 - 2003年、『LaLa』・『LaLaDX』）
- 十二秘色のパレット（2003年 - 2008年、『LaLaDX』）
- めぐる架空亭（2003年、『LaLa』）
- 龍の花わずらい（2005年 - 2009年、『LaLa』）
- 八潮と三雲（2009年 - 2014年、『LaLa』・『LaLaDX』）
- 今日の恋のダイヤ（2013年[2] - 2014年、『AneLaLa』）
- 世界で一番悪い魔女（2014年[3] - 2019年、『LaLaDX』）
- 今日の婚のダイヤ（2016年、『AneLaLa』）
- とうきょう小鬼らいふ（2016年 - 2018年、『AneLaLa』・『LaLaDX』）
- 年年百暗殺恋歌（2019年[4] - 連載中、『花とゆめAi』）
- もっけの箱庭（2020年2月号 - 2024年11月号、『ヤングキングアワーズ』、全30話）

### 読切
- 逢瀬（『LaLaDX』1999年9月号） - 『ガートルードのレシピ』単行本第2巻に収録
- マイグランドファーザー（『LaLaDX』2000年1月号） - 『ガートルードのレシピ』単行本第1巻に収録
- ためいきの金の色（『LaLaDX』2000年3月号） - 『ガートルードのレシピ』単行本第5巻に収録
- 歯車使い（『LaLaDX』2000年5月号） - 『龍の花わずらい』第2巻に収録
- ダブルクラウン（『LaLaDX』2000年7月号） - 『龍の花わずらい』第3巻に収録
- 999番目のハナ（『LaLa』2002年11月号） - 『めぐる架空亭』に収録
- 契約パピヨン（『LaLa』2004年5月号） - 『十二秘色のパレット』第2巻に収録
- アップル・ファミリー（『LaLa』2004年9月号） - 『十二秘色のパレット』第3巻に収録
- 特級H・K（『LaLa』2005年1月号） - 『十二秘色のパレット』第4巻に収録
- 水無月ロダニズム（『LaLaDX』2009年7月号）
- サテライター（『LaLaDX』2009年9月号） - 『八潮と三雲』第2巻に収録
- 彼と彼女の不冬眠（『LaLaスペシャル』2010年2月号） - 『八潮と三雲』第1巻に収録
- しのびごと（『LaLaスペシャル』2010年6月号） - 『僕の棺で晩餐を』に収録
- 僕の棺で晩餐を（『白LaLa』2011年） - 『僕の棺で晩餐を』に収録
- 怪盗マグの一部始終（『LaLa』2012年3月号）
- 黄昏恋々（『赤LaLa』2012年） - 『僕の棺で晩餐を』に収録
- 星は暁のかげ（『LaLa』2013年8月号） - 『僕の棺で晩餐を』に収録
- 5年後の恋のダイヤ（『AneLaLa』2014年7月号） - 『今日の婚のダイヤ』に収録
- 迷路庭園に死を（『LaLa』2014年7月号）

### 書籍

#### 単行本
- ガートルードのレシピ（全5巻）
- めぐる架空亭（全1巻）
- 十二秘色のパレット（全6巻）
- 龍の花わずらい（全7巻）
- 八潮と三雲（全7巻）
- 僕の棺で晩餐を（短編集）
- 今日の恋のダイヤ（連作短編集）
- 世界で一番悪い魔女（全7巻）
- 今日の婚のダイヤ（全1巻）
- とうきょう小鬼らいふ（全1巻）※花とゆめコミックススペシャル
- 年年百暗殺恋歌（既刊5巻）※花とゆめコミックススペシャル
- もっけの箱庭（全5巻）※ヤングキングコミックス

#### 文庫
- ガートルードのレシピ（全2巻）

#### その他
- 学園アリス 公式ファンブック 25.5巻[5] イラスト
- 刀剣乱舞学園〜刀剣乱舞-ONLINE-アンソロジーコミック〜[6] 漫画「山姥切国広と運命の布」
- 刀剣乱舞-ONLINE- アンソロジーコミック〜誉!〜[7] イラスト

## 関連人物
緑川ゆき
緑川は仲のいい漫画家に草川を挙げている。